# Port-Sainte-Marie (Lot-et-Garonne)
Ne doit pas être confondu avec Chartreuse de Port-Sainte-Marie.
Pour les articles homonymes, voir Port-Sainte-Marie.
Port-Sainte-Marie, Lo Pòrt (Senta-Maria) en occitan, est une commune du Sud-Ouest de la France, située dans le département de Lot-et-Garonne (région Nouvelle-Aquitaine).

## Géographie

### Localisation

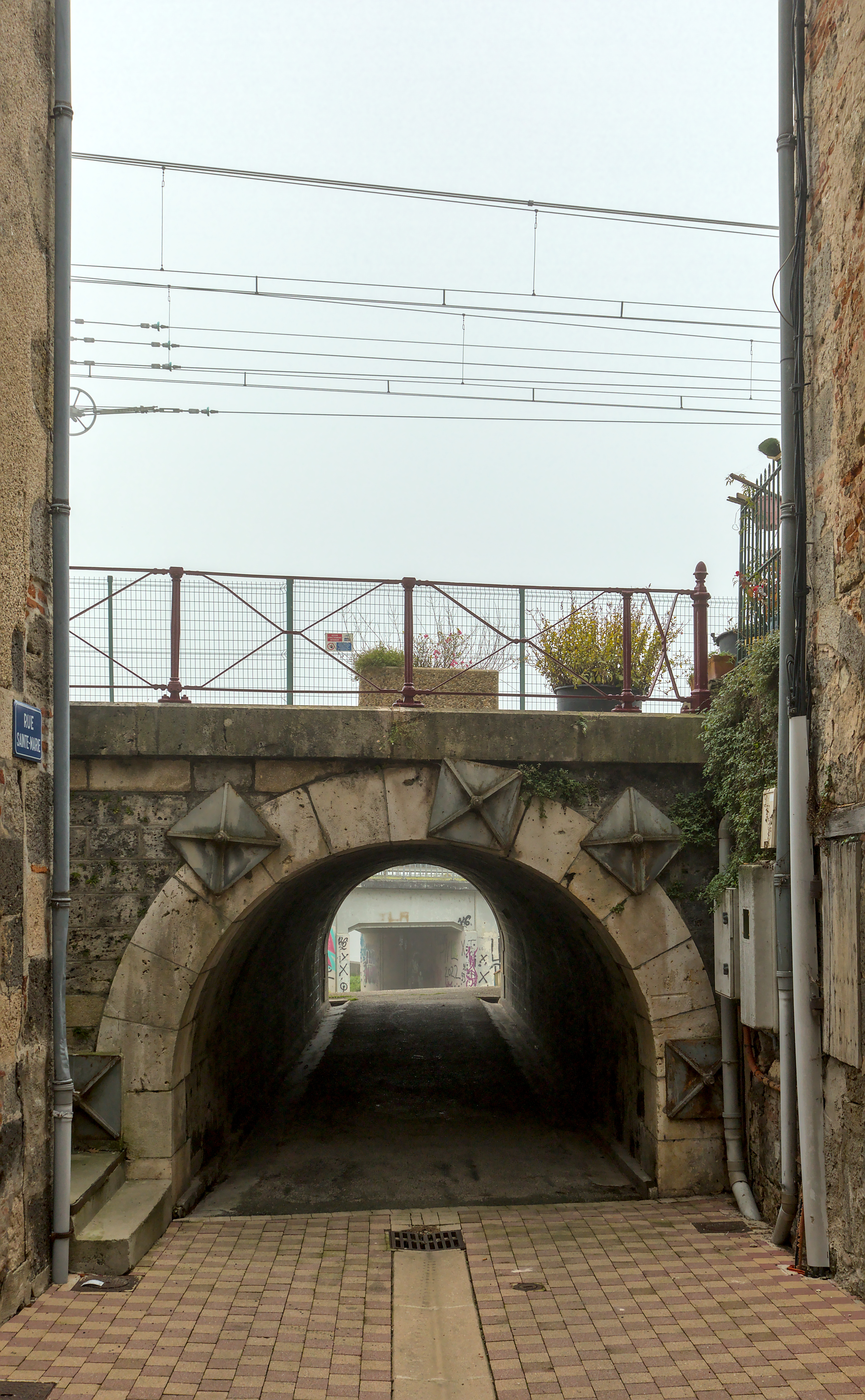
La ligne ferroviaire Bordeaux - Sète traverse le village.

Commune située sur la Garonne et sur la route départementale 813 (ancienne route nationale 113) entre Tonneins et Agen.
Accès par la SNCF : gare de Port-Sainte-Marie, sur la ligne Bordeaux - Sète.

### Communes limitrophes
Les communes limitrophes sont  Aiguillon, Bazens, Feugarolles, Galapian, Lagarrigue, Saint-Laurent et Thouars-sur-Garonne.
| Aiguillon           | Lagarrigue        | Galapian      |
| Thouars-sur-Garonne | Port-Sainte-Marie | Bazens        |
|                     | Feugarolles       | Saint-Laurent |

### Climat
Pour des articles plus généraux, voir Climat de la Nouvelle-Aquitaine et Climat de Lot-et-Garonne.
Historiquement, la commune est exposée à un climat océanique aquitain.
En 2020, Météo-France publie une typologie des climats de la France métropolitaine dans laquelle la commune est exposée à un climat océanique altéré et est dans la région climatique Aquitaine, Gascogne, caractérisée par une pluviométrie abondante au printemps, modérée en automne, un faible ensoleillement au printemps, un été chaud (19,5 °C), des vents faibles, des brouillards fréquents en automne et en hiver et des orages fréquents en été (15 à 20 jours).
Pour la période 1971-2000, la température annuelle moyenne est de 14,1 °C, avec une amplitude thermique annuelle de 15,8 °C. Le cumul annuel moyen de précipitations est de 731 mm, avec 10,2 jours de précipitations en janvier et 6,3 jours en juillet. Pour la période 1991-2020, la température moyenne annuelle observée sur la station météorologique la plus proche, située sur la commune de Prayssas à 10 km à vol d'oiseau, est de 13,9 °C et le cumul annuel moyen de précipitations est de 815,5 mm,. Pour l'avenir, les paramètres climatiques de la commune estimés pour 2050 selon différents scénarios d'émission de gaz à effet de serre sont consultables sur un site dédié publié par Météo-France en novembre 2022.

## Urbanisme

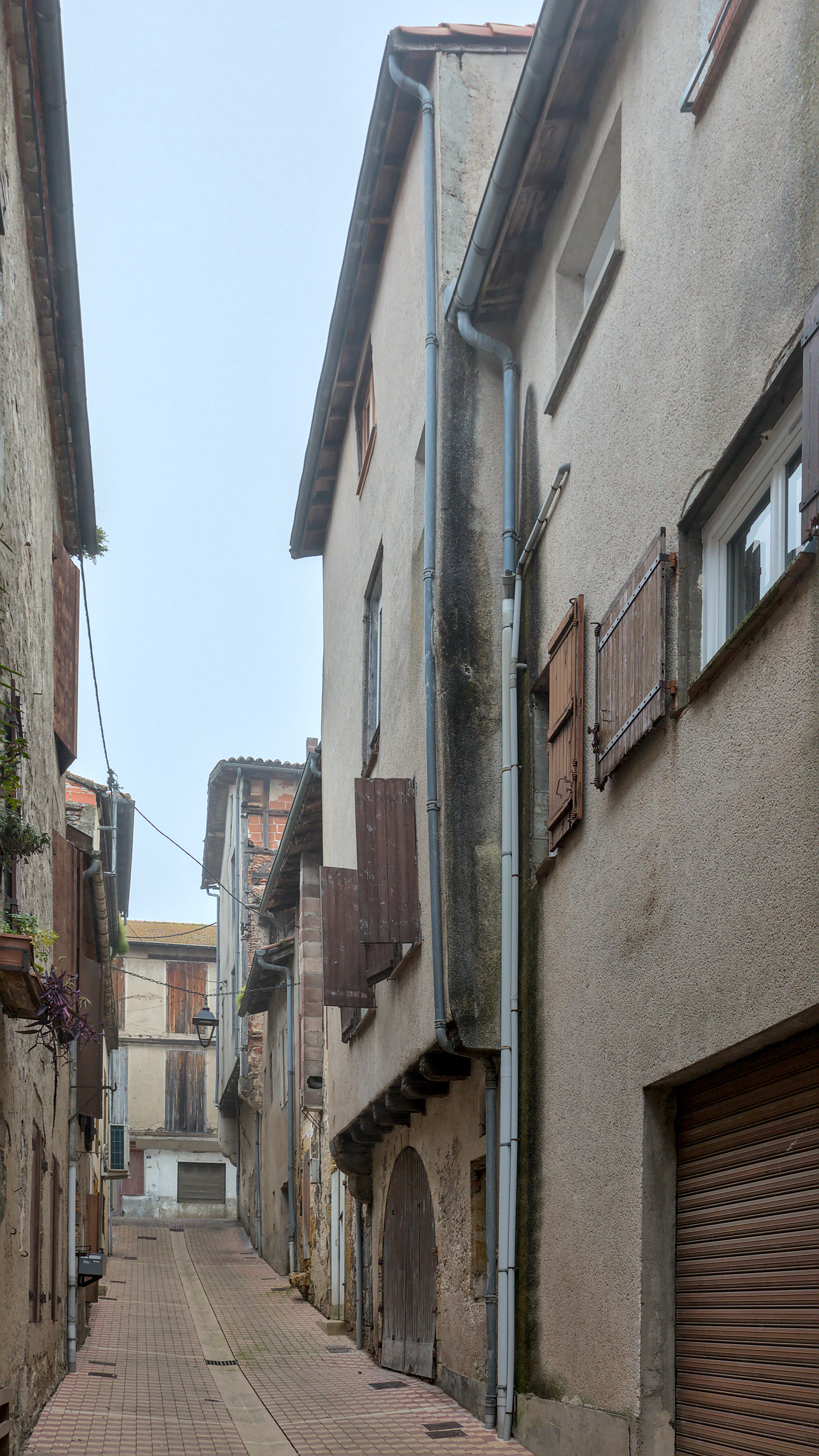
La rue Sainte-Marie, dans le centre médiéval du village.

### Typologie
Au 1er janvier 2024, Port-Sainte-Marie est catégorisée commune rurale à habitat dispersé, selon la nouvelle grille communale de densité à sept niveaux définie par l'Insee en 2022.
Elle appartient à l'unité urbaine de Port-Sainte-Marie, une agglomération intra-départementale regroupant deux  communes, dont elle est ville-centre,,. La commune est en outre hors attraction des villes,.

### Occupation des sols

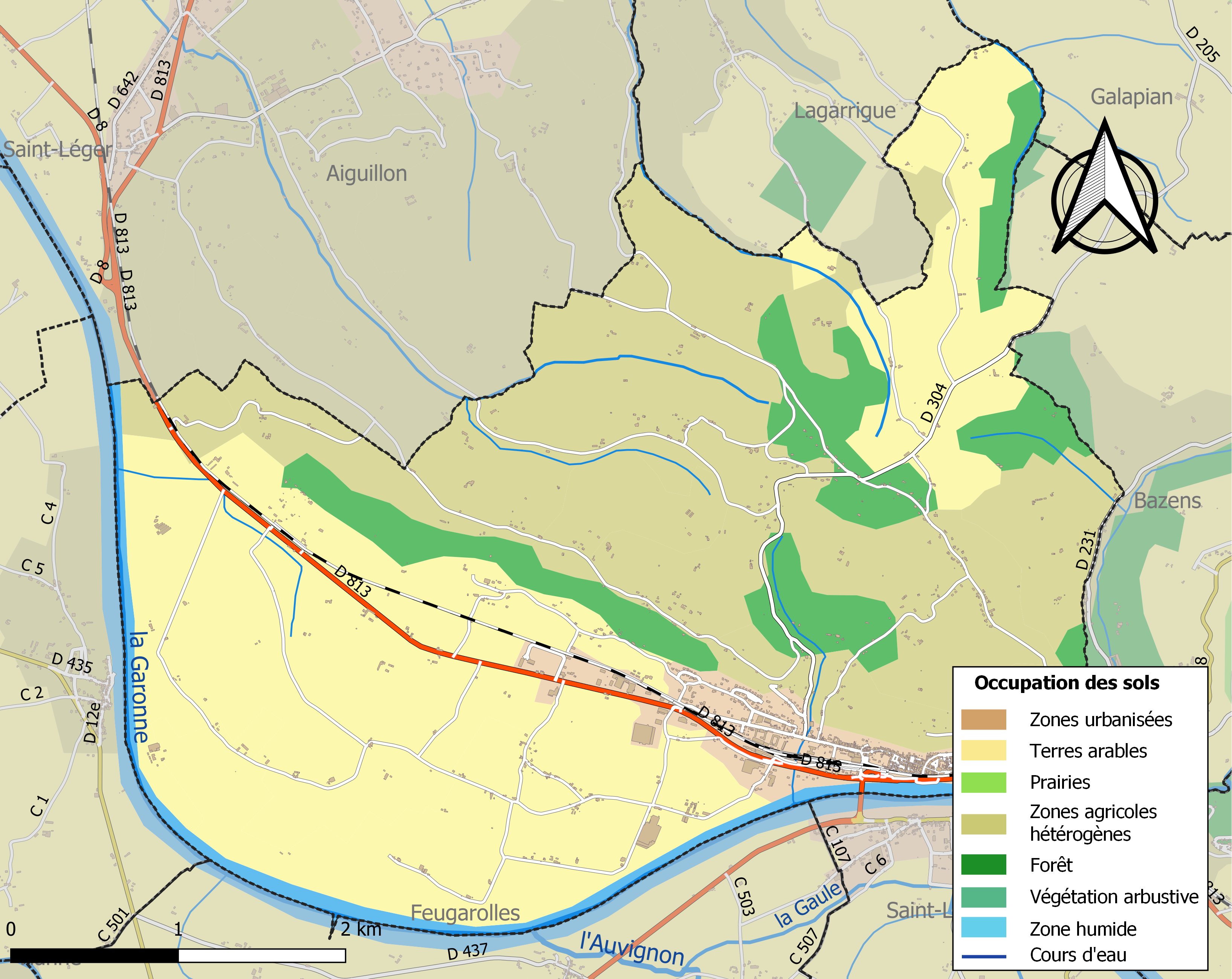
Carte des infrastructures et de l'occupation des sols de la commune en 2018 (CLC).

L'occupation des sols de la commune, telle qu'elle ressort de la base de données européenne d’occupation biophysique des sols Corine Land Cover (CLC), est marquée par l'importance des territoires agricoles (81,1 % en 2018), en diminution par rapport à 1990 (86,9 %). La répartition détaillée en 2018 est la suivante : 
zones agricoles hétérogènes (37,3 %), terres arables (30,3 %), cultures permanentes (13,4 %), forêts (10,5 %), zones urbanisées (4,8 %), eaux continentales (3,6 %). L'évolution de l’occupation des sols de la commune et de ses infrastructures peut être observée sur les différentes représentations cartographiques du territoire : la carte de Cassini (XVIIIe siècle), la carte d'état-major (1820-1866) et les cartes ou photos aériennes de l'IGN pour la période actuelle (1950 à aujourd'hui).

### Risques majeurs
Le territoire de la commune de Port-Sainte-Marie est vulnérable à différents aléas naturels : météorologiques (tempête, orage, neige, grand froid, canicule ou sécheresse), inondations, mouvements de terrains et séisme (sismicité très faible). Il est également exposé à deux risques technologiques, le transport de matières dangereuses et la rupture d'un barrage. Un site publié par le BRGM permet d'évaluer simplement et rapidement les risques d'un bien localisé soit par son adresse soit par le numéro de sa parcelle.

#### Risques naturels
Certaines parties du territoire communal sont susceptibles d’être affectées par le risque d’inondation par une crue à  débordement lent de cours d'eau, notamment la Garonne et l'Auvignon. La commune a été reconnue en état de catastrophe naturelle au titre des dommages causés par les inondations et coulées de boue survenues en 1982, 1990, 1999, 2003, 2009, 2018 et 2021,.
Les mouvements de terrains susceptibles de se produire sur la commune sont des affaissements et effondrements liés aux cavités souterraines (hors mines), des glissements de terrain et des tassements différentiels. Afin de mieux appréhender le risque d’affaissement de terrain, un inventaire national permet de localiser les éventuelles cavités souterraines sur la commune.

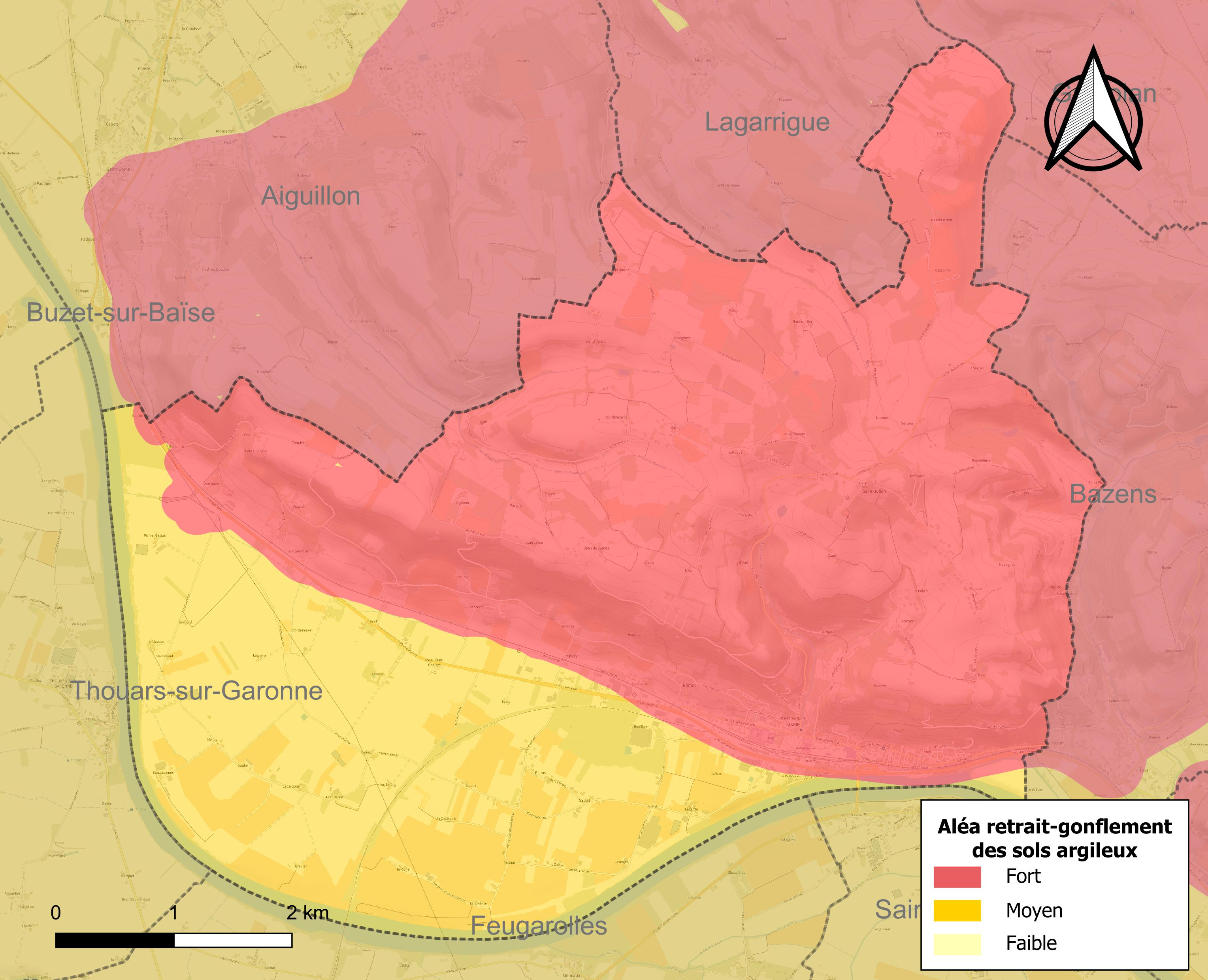
Carte des zones d'aléa retrait-gonflement des sols argileux de Port-Sainte-Marie.

Le retrait-gonflement des sols argileux est susceptible d'engendrer des dommages importants aux bâtiments en cas d’alternance de périodes de sécheresse et de pluie. La totalité de la commune est en aléa moyen ou fort (91,8 % au niveau départemental et 48,5 % au niveau national). Depuis le 1er octobre 2020, en application de la loi ELAN, différentes contraintes s'imposent aux vendeurs, maîtres d'ouvrages ou constructeurs de biens situés dans une zone classée en aléa moyen ou fort,.
Concernant les mouvements de terrains, la commune a été reconnue en état de catastrophe naturelle au titre des dommages causés par la sécheresse en 1998, 2003, 2005, 2011 et 2017 et par des mouvements de terrain en 1999 et 2013.

#### Risque technologique
La commune est en outre située en aval des barrages de Grandval dans le Cantal et de Sarrans en Aveyron, des ouvrages de classe A. À ce titre elle est susceptible d’être touchée par l’onde de submersion consécutive à la rupture de cet ouvrage.

## Histoire
Au cours de la période de la Convention nationale (1792-1795), la commune porte le nom révolutionnaire de Port-de-la-Montagne-sur-Garonne (abrégé aussi en Le Port).

## Politique et administration

### Jumelages
- Castelnuovo Scrivia (Italie) depuis 1963.

### Démographie
L'évolution du nombre d'habitants est connue à travers les recensements de la population effectués dans la commune depuis 1793. Pour les communes de moins de 10 000 habitants, une enquête de recensement portant sur toute la population est réalisée tous les cinq ans, les populations de référence des années intermédiaires étant quant à elles estimées par interpolation ou extrapolation. Pour la commune, le premier recensement exhaustif entrant dans le cadre du nouveau dispositif a été réalisé en 2004.

En 2022, la commune comptait 1 846 habitants, en évolution de −5,04 % par rapport à 2016 (Lot-et-Garonne : −0,18 %, France hors Mayotte : +2,11 %).
| 1793  | 1800  | 1806  | 1821  | 1831  | 1836  | 1841  | 1846  | 1851  |
| ----- | ----- | ----- | ----- | ----- | ----- | ----- | ----- | ----- |
| 3 987 | 2 798 | 2 945 | 2 680 | 3 079 | 3 016 | 3 025 | 3 040 | 3 022 |

| 1856  | 1861  | 1866  | 1872  | 1876  | 1881  | 1886  | 1891  | 1896  |
| ----- | ----- | ----- | ----- | ----- | ----- | ----- | ----- | ----- |
| 2 988 | 2 856 | 2 628 | 2 604 | 2 651 | 2 518 | 2 318 | 2 203 | 2 211 |

| 1901  | 1906  | 1911  | 1921  | 1926  | 1931  | 1936  | 1946  | 1954  |
| ----- | ----- | ----- | ----- | ----- | ----- | ----- | ----- | ----- |
| 2 100 | 1 994 | 1 933 | 1 711 | 1 791 | 1 762 | 1 806 | 1 732 | 1 750 |

| 1962  | 1968  | 1975  | 1982  | 1990  | 1999  | 2004  | 2006  | 2009  |
| ----- | ----- | ----- | ----- | ----- | ----- | ----- | ----- | ----- |
| 1 747 | 1 876 | 1 850 | 1 885 | 1 864 | 1 746 | 1 896 | 1 913 | 1 950 |

| 2014  | 2019  | 2022  | - | - | - | - | - | - |
| ----- | ----- | ----- | - | - | - | - | - | - |
| 1 924 | 1 846 | 1 846 | - | - | - | - | - | - |

### Enseignement
La commune est dotée d'une école maternelle et primaire, ainsi qu'un collège.

## Culture locale et patrimoine

### Lieux et monuments

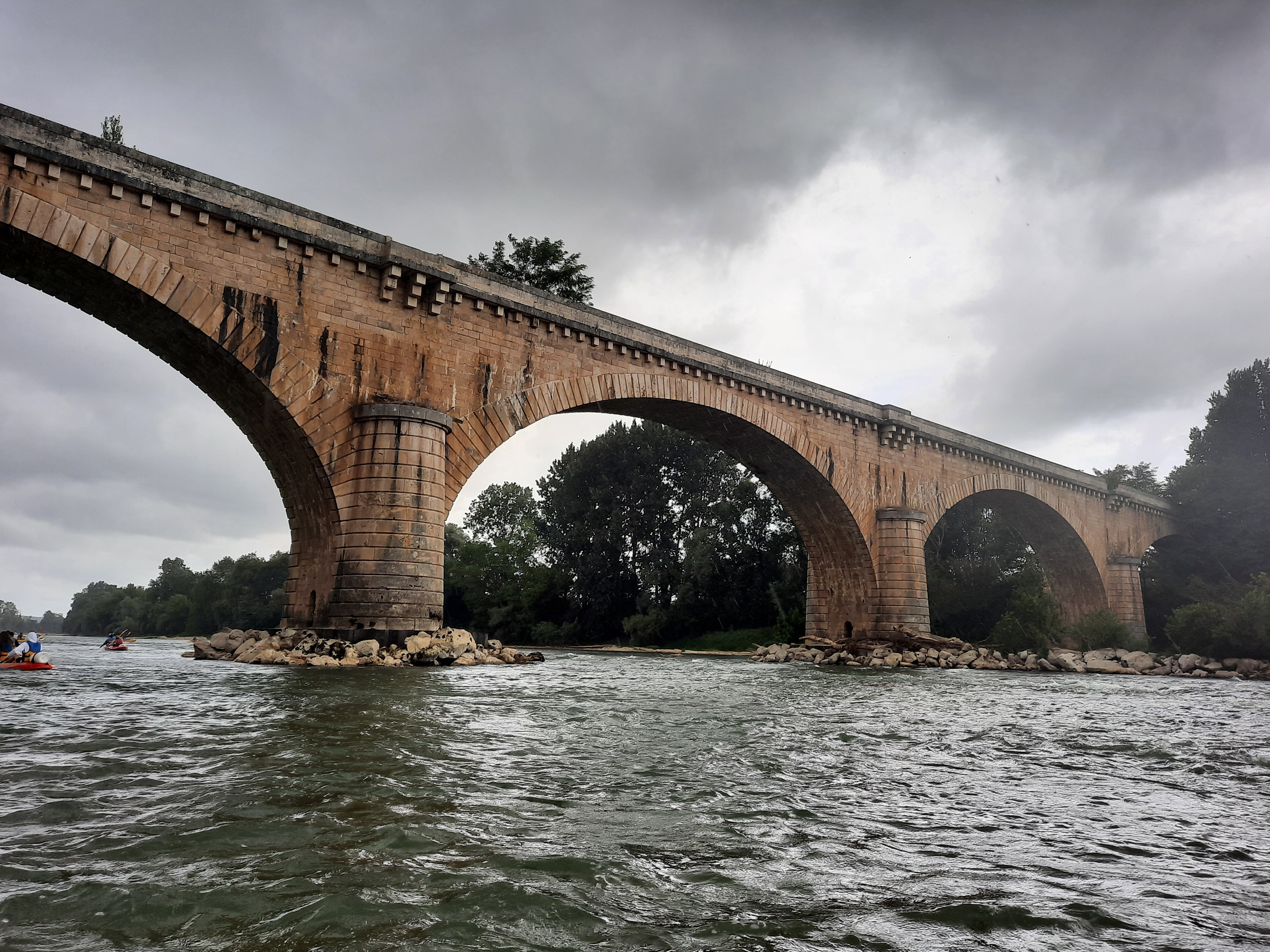
Pont de chemin de fer sur la Garonne, ligne Port-Sainte-Marie à Riscle.

- Pont de chemin de fer sur la Garonne, ligne Port-Sainte-Marie à Riscle[31], construit en 1875 par l'ingénieur des Ponts et Chaussées Petit, inscrit au titre des monuments historiques depuis 1997.
- Église Saint-Vincent-du-Temple, église de la commanderie des Templiers[32],[33] de la seconde moitié du XIIIe siècle. L'édifice a été classé au titre des monuments historiques en 1908[34].

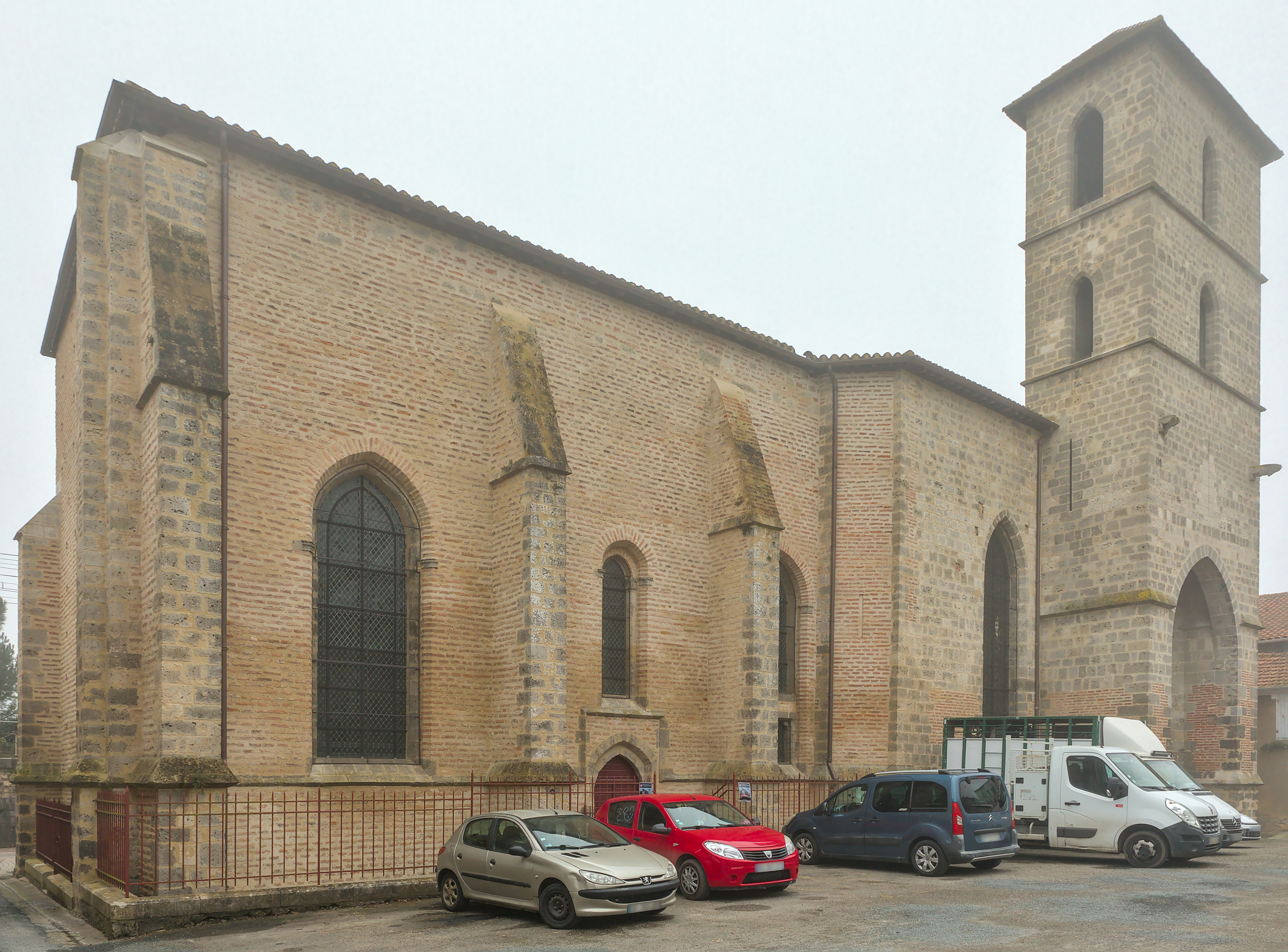
L'église Saint-Vincent-du-Temple.

- Église Notre-Dame[35], ancienne dépendance du chapitre Saint-Caprais d'Agen. L'église a été reconstruite au début du XIVe siècle. L'église a été restaurée à partir de 1855. L'église a été inaugurée en 1868 après la restauration du décor peint. L'édifice a été classé au titre des monuments historiques en 1912[36].

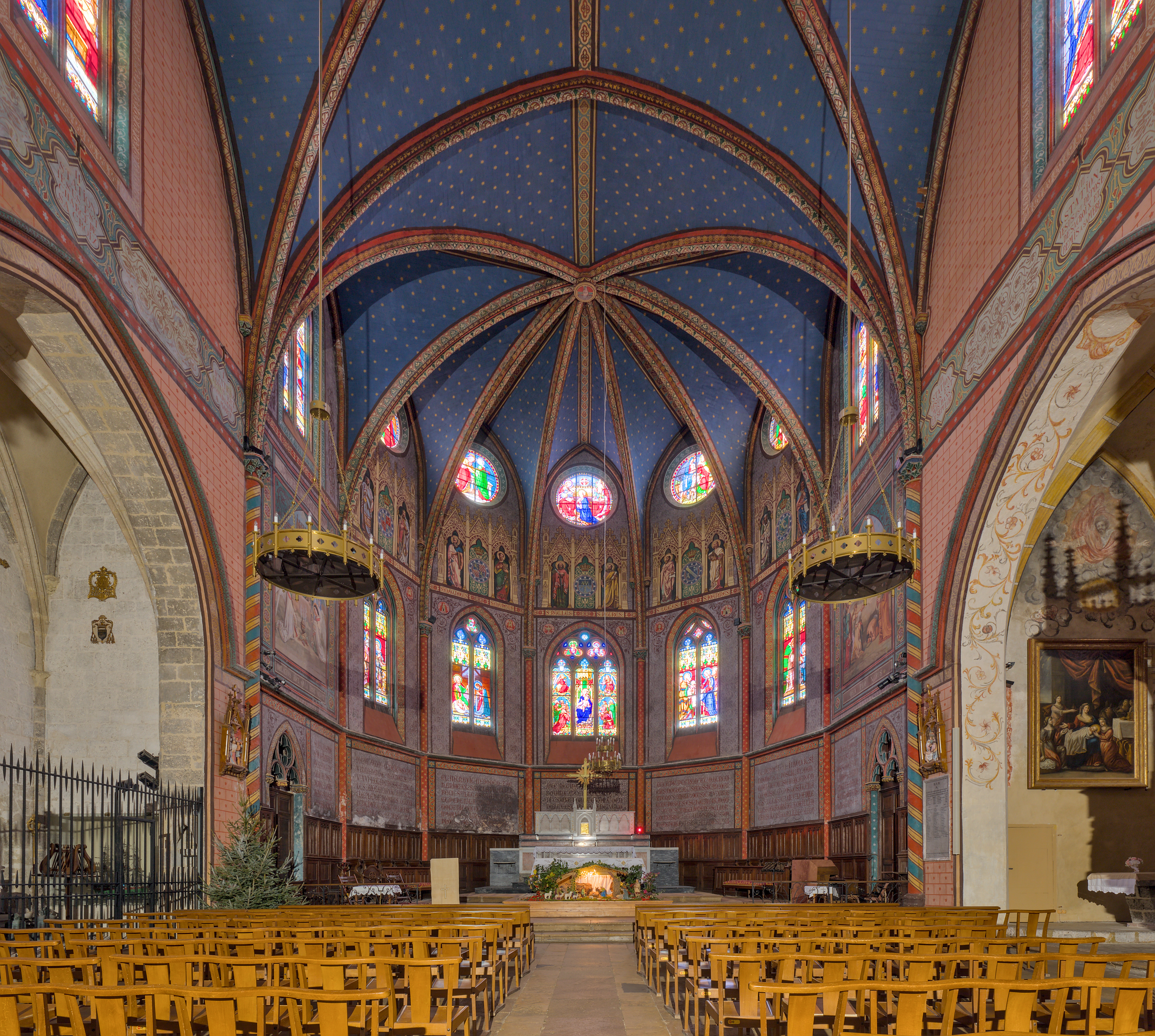
Intérieur de l'église Notre-Dame.

- Église Saint-Julien de Port-Sainte-Marie. Elle est inscrite à l'Inventaire général du patrimoine culturel[37].
- Église Saint-Marcelin de Boussères. Elle est inscrite à l'Inventaire général du patrimoine culturel[38].

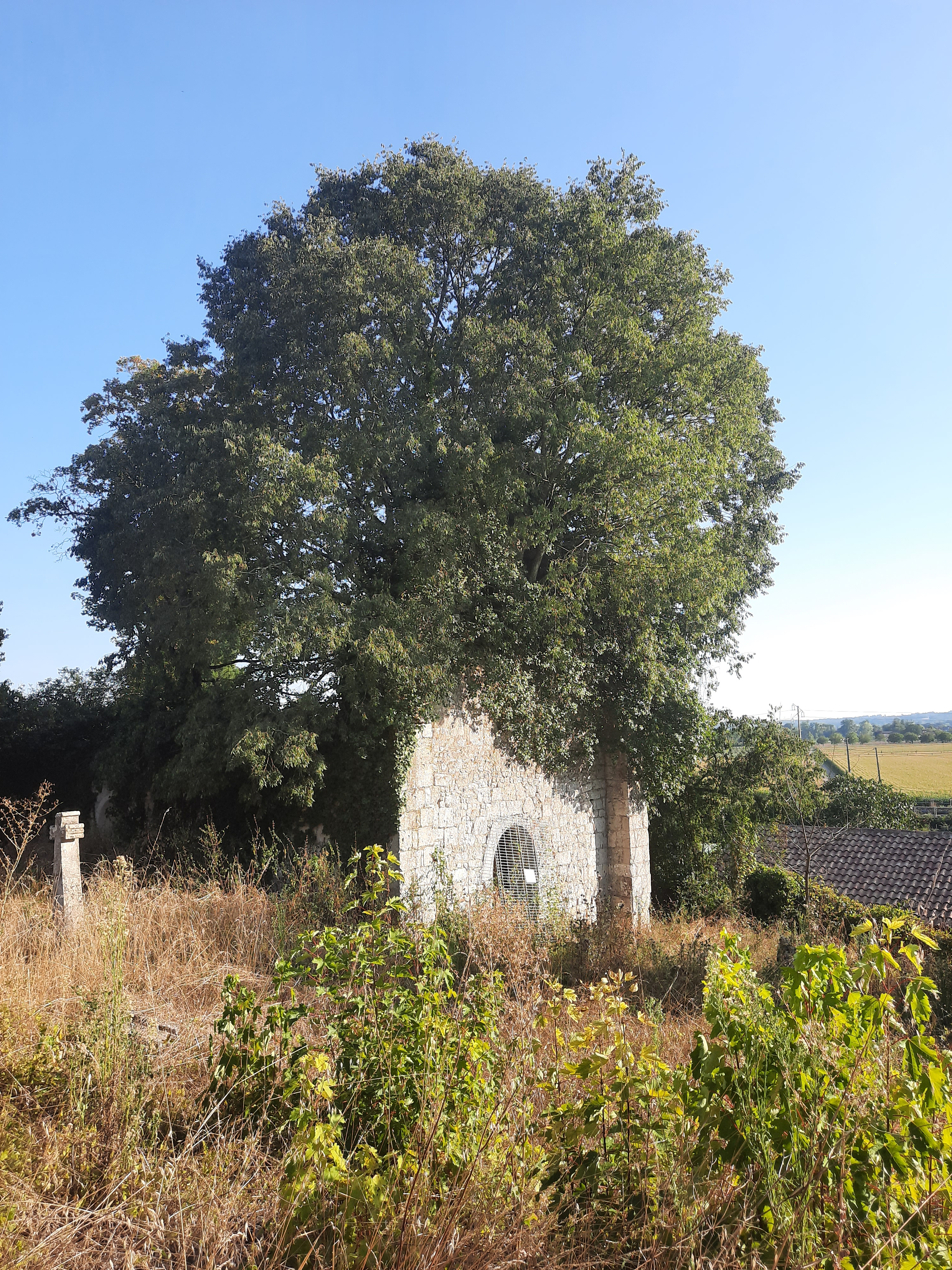
Église Saint-Marcelin de Boussères.

- Église Saint-Germain, place Mazet-Viel.
- Église des Capucins.
- Église Saint-Michel de Mazères.
- Église Saint-Pierre ou Saint-Sever de Manères.
- Église des Jacobins[39], https://www.fondation-patrimoine.org/les-projets/ruines-de-leglise-de-lancien-couvent-des-jacobins/actualites "Le projet de restauration des ruines de l'église de l'ancien couvent des Jacobins à Port-Sainte-Marie est lauréat de la Mission Patrimoine 2024 en Lot-et-Garonne."

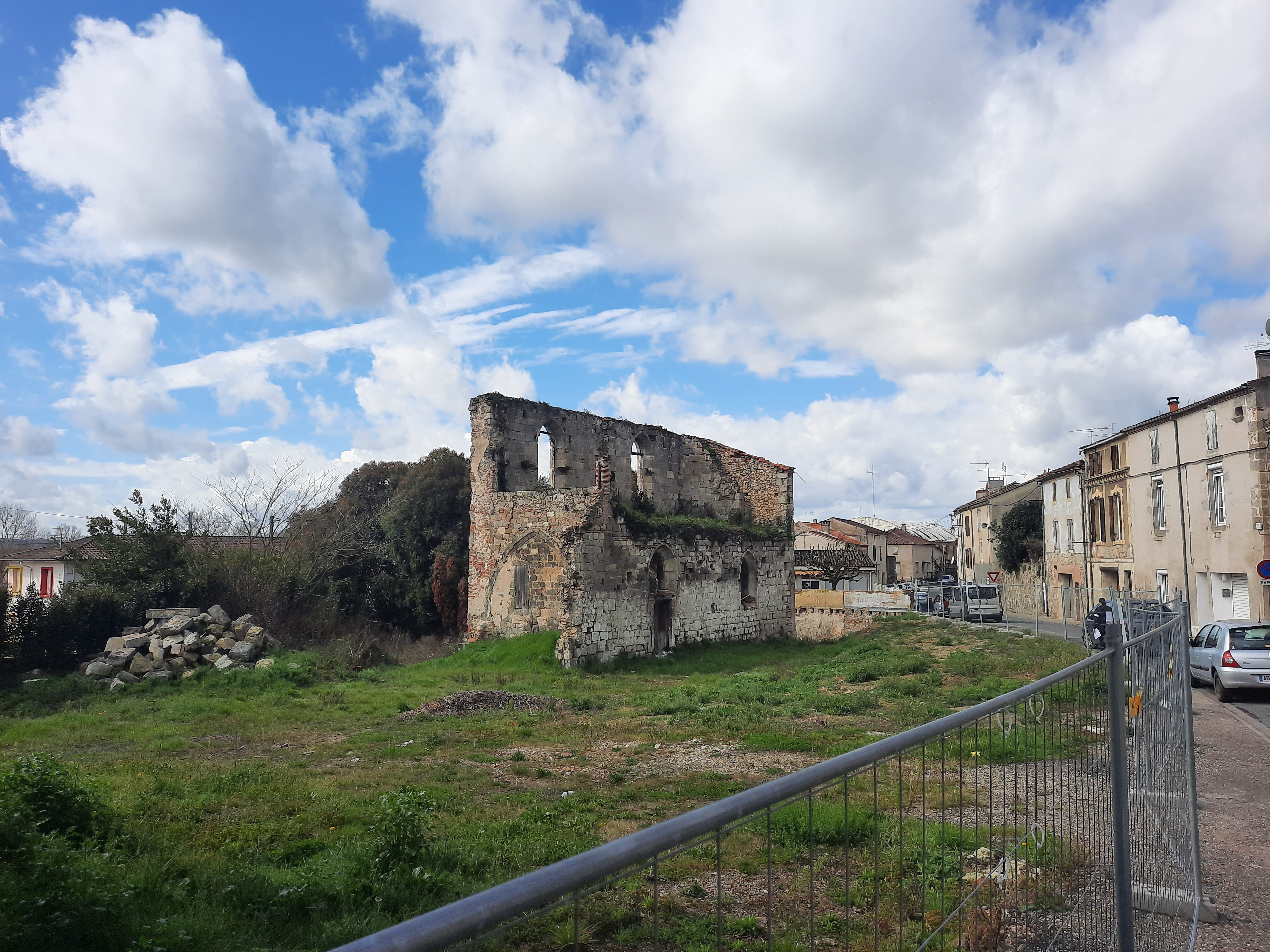
Église des Jacobins.

### Lieux et monuments disparus
- Église Saint-Pierre de Romas.
- Le pont suspendu
- La halle aux Chasselas
- Le monument des mariniers
- La promenade du désert

### Personnalités liées à la commune
- Nostradamus  Médecin, astrologue.
- Catherine de Médicis  Régente du royaume de France.
- Henri IV  Roi de France et de Navarre.
- Ordre du Temple  Ordre religieux
- Théophile de Viau  Poète, dramaturge.
- André Bacqué  Sociétaire de la Comédie française.
- Jules Cels  Homme politique
- Pierre Marraud  Homme politique
- Adhémar de Guilloutet  Homme politique.
- Robert Philippot  Homme politique, mort à Auschwitz.
- Pierre Rivière  Médecin, apothicaire.
- Zoran Boukherma  Scénariste, réalisateur.
- Ludovic Boukherma  Scénariste, réalisateur.
- Mathieu Bandello  Évêque, écrivain.
- Maïté Bouyssy  Historienne.
- Carles Diaz  Poète, écrivain.

## Héraldique
| Blason de Port-Sainte-Marie | Blason  | Coupé: au 1er d'azur au château d'or, maçonné et ouvert de trois pièces de sable, surmonté de trois tourelles, celle du milieu donjonnée et pavillonnée d'or, au 2e d'argent, à sainte-Marie de carnation, auréolée d'or, vêtue de pourpre, debout sur une barque d'argent posée sur des flots d'azur, accostée de deux anges affrontés du champ. Devise"Sancta Maria, ora pro nobis" (Sainte Marie, priez pour nous) |
| Blason de Port-Sainte-Marie | Détails | Armes parlantes (Sainte-Marie). Le statut officiel du blason reste à déterminer. |